# La Puebla de Cazalla
La Puebla de Cazalla település Spanyolországban, Sevilla tartományban. La Puebla de Cazalla Marchena, Osuna, Villanueva de San Juan, Pruna és Morón de la Frontera községekkel határos. Lakosainak száma 10 799 fő (2024).

## Népesség
A település népessége az elmúlt években az alábbi módon változott:
| Lakosok száma | 10 649 | 10 664 | 11 013 | 11 325 | 11 556 | 11 352 | 11 081 | 10 979 | 10 903 | 10 799 |
|               | 2001   | 2004   | 2007   | 2009   | 2012   | 2014   | 2017   | 2019   | 2022   | 2024   |